# The Secret Life of the American Teenager
The Secret Life of the American Teenager (auch kurz nur Secret Life oder als Akronym auch TSLOTAT) ist eine US-amerikanische Teen-Drama-Serie, die vom 1. Juli 2008 bis zum 3. Juni 2013 auf ABC Family ausgestrahlt wurde. Die Serie besteht aus fünf Staffeln mit 121 Episoden und spielt an einer kalifornischen Highschool. Hauptthemen sind Sex, ungewollte Schwangerschaften und Beziehungen unter den Schülern.

## Handlung
Die Serie spielt an einer High School in Kalifornien, USA. Es geht vor allem um Sex, ungewollte Schwangerschaften und Beziehungen zwischen den Schülern. Als die Schülerin Amy Juergens nach den Ferien vom Band-Summercamp zurückkehrt, stellt sie fest, dass sie bei einem One-Night-Stand mit dem berüchtigten Schulcasanova Ricky schwanger geworden ist. Immer mehr bricht die heile Welt um sie auseinander. Dabei stellt sich heraus, dass jeder ihrer Mitschüler sein eigenes, oft geheimes Problem hat.

## Figuren
Amy Juergens
ist ein intelligentes und dennoch sehr naives und sensibles Mädchen, das mit seinen Eltern Anne und George sowie seiner jüngeren Schwester Ashley zusammenlebt. Im Summercamp der Schulband lässt sich die Waldhornspielerin daher vom gleichaltrigen Ricky verführen und wird dabei schwanger. Lange glaubt die 15-Jährige nicht, dass ein Baby ihr Leben verändern wird, und verschweigt die Problematik. Im Laufe der Serie muss sie sich aber mit der Situation und ihren Konsequenzen für ihr Leben und das ihrer Mitmenschen auseinandersetzen. Ihre Probleme bespricht sie mit ihren beiden besten Freundinnen Lauren und Madison, die auf die gleiche Highschool gehen.
Richard „Ricky“ Underwood
ist Schüler im vorletzten Jahr der Highschool. Er wurde von seinem Vater sexuell missbraucht, weswegen er in Therapie ist, und lebt nun in einer Pflegefamilie. Er ist Schlagzeuger in der Schulband und der Vater von Amys Baby. Im Laufe der Serie wird Ricky neben seinen Seiten als Aufreißer durchaus als ernsthafter, fleißiger und treuer junger Mann porträtiert, der stets bemüht ist, das Richtige zu tun.
Benjamin „Ben“ Boykewich
ist ein gutherziger, treuer, loyaler Junge und über lange Zeit Amys Freund. Er erlebt Amys Schwangerschaft von Anfang an mit und ist bereit, sich um Amy und das Kind wie um sein eigenes zu kümmern. Bens Vater stammt als Sohn des berühmt gewordenen Inhabers einer Wurstwarenkette aus reichem Hause. Seine Mutter starb vor einigen Jahren. Seine Mitschüler Henry und Alice sind seine besten Freunde, mit denen er regelmäßig seine Probleme bespricht.
Adrian Lee
ist eine selbstbewusste, auffallend hübsche Schülerin, die mit ihrem Image lebt, nichts anbrennen zu lassen. Sie setzt sehr stark auf ihre weiblichen Reize. Über die ganze Serie führt sie eine On-Off-Beziehung mit Ricky. Dabei stellt sich jedoch heraus, dass sie eine sehr verletzliche Seite hat und nur auf der Suche nach ihrem Glück ist, das sie sich von einer klassisch-konventionellen Familie verspricht.
Grace Bowman
ist eine christlich orientierte, selbstbewusste Schülerin. Am Anfang der Serie ist sie Cheerleaderin und mit dem Footballspieler Jack Pappas zusammen. Grace hat sehr klare Wertvorstellungen, die sie mit Inbrunst vertritt und jedem anderen aufzudrängen versucht, ändert ihre Vorstellungen aber auch sehr stark. Sie ist darauf bedacht, dass es allen in ihrem Umfeld gut geht, und greift aus diesem Grund auch hin und wieder in das Geschehen ein. Sie lebt mit ihrer sehr stark christlich geprägten Familie, ihrem Vater (später dem neuen Ehemann ihrer Mutter) und ihrem vom Down-Syndrom betroffenen Halbbruder Tom, zusammen.
Jack Pappas
ist ein Footballspieler an der Highschool und der Sohn des Gemeindepfarrers. Er ist lange Zeit mit Grace zusammen und obwohl auch ihm christliche Werte sehr wichtig sind, muss er sich im Verlauf der Serie stark mit seinen Überzeugungen bezüglich Sexualität auseinandersetzen. Er ist ein loyaler und verlässlicher Freund.
Ashley Juergens
ist Amys jüngere Schwester. Sie wirkt auf den ersten Blick sehr selbstbewusst, gibt wenig auf die Meinung von anderen und scheut sich nicht davor, andere durch das Aussprechen von Wahrheiten zu verletzen. Allerdings ist sie nicht ganz so tough, wie es anfangs scheint. Auch sie hat eine stille, gefühlvolle, sehr verletzliche Seite, die sie nur in seltenen Momenten zeigen kann oder will.
Anne Juergens
ist Amys und Ashleys Mutter. Mit 19 und 21 schwanger geworden ist sie selbst eine recht junge Mutter, die den Vater der beiden – George – nach Amys Geburt heiratete. Sie ist eine bodenständige, fröhliche, selbstbewusste Frau, die zu Eifersucht neigt. Als Familienmensch versucht sie stets, es allen Recht zu machen und für ihre Kinder da zu sein, was mit den beiden Teenagertöchtern nicht immer einfach ist.
George Juergens
ist Amys und Ashleys Vater und Besitzer eines Möbelhauses. Er ist ein chaotischer, oft unsensibler Mann, der mit den Gefühlen seiner Töchter und seiner Frau überfordert zu sein scheint. Gerade auf seine Tochter Ashley bezogen ist er aber ein sehr bemühter Vater, der stets mit Rat und Tat zur Seite ist. Mit Ehrlichkeit, Treue und Offenheit hat er allerdings seine Probleme, was ihn immer wieder in missliche Lagen bringt.

## Besetzung und Synchronisation
Die deutsche Synchronisation entstand nach einem Synchronbuch und unter der Dialogregie von Heidrun Bartholomäus durch die Synchronfirma Lavendelfilm.
| Rolle                    | Schauspieler     | Hauptrolle (Episoden) | Nebenrolle (Episoden) | Synchronsprecher     |
| ------------------------ | ---------------- | --------------------- | --------------------- | -------------------- |
| Amy Juergens             | Shailene Woodley | 1.01–5.24             |                       | Kristina Tietz       |
| Benjamin „Ben“ Boykewich | Ken Baumann      | 1.01–5.24             |                       | Johannes Walenta     |
| Anne Juergens            | Molly Ringwald   | 1.01–5.24             |                       | Gundi Eberhard       |
| Ricky Underwood          | Daren Kagasoff   | 1.01–5.24             |                       | Konrad Bösherz       |
| Grace Bowman             | Megan Park       | 1.01–5.24             |                       | Julia Stoepel        |
| Adrian Lee Boykewich     | Francia Raisa    | 1.01–5.24             |                       | Damineh Hojat        |
| Ashley Juergens          | India Eisley     | 1.01–5.24             |                       | Giovanna Winterfeldt |
| Jack Pappas              | Greg Finley II   | 1.01–5.24             |                       | Wanja Gerick         |
| Marc Molina              | Jorge-Luis Pallo | 1.01–2.04             |                       | Michael Deffert      |
| George Juergens          | Mark Derwin      | 1.01–5.24             |                       | Frank Röth           |
| Leo Boykewich            | Steve Schirripa  | 3.01–5.24             | 1.03–2.24             | Jörg Hengstler       |
| Ethan                    | Michael Grant    | 5.01–5.24             | 4.11–4.21             | Christian Zeiger     |
| Kathy                    | Cierra Ramirez   | 5.03–5.24             |                       |                      |

## Ausstrahlung
Produziert wurde die Serie von Brenda Hampton.
Die Serie wurde erstmals am 1. Juli 2008 vom Kabelsender ABC Family in den USA ausgestrahlt. Da für die erste Staffel zuerst nur 11 Episoden und erst später die anderen 12 Episoden fertiggestellt wurden, teilte man die Staffel in zwei Teile. Ebenso wurde mit den folgenden Staffeln verfahren. Die zweite Staffel wurde vom 22. Juni 2009 bis zum 22. März 2010 von ABC Family ausgestrahlt. Auf demselben Sender lief von Juni 2010 bis Juni 2011 die dritte Staffel und von Juni 2011 bis Juni 2012 die vierte Staffel. Im Juni 2012 begann die Ausstrahlung der fünften und letzten Staffel, deren letzte Episode am 3. Juni 2013 gesendet wurde.
| Staffel | Episoden | Ausstrahlung (ABC Family)       | Erstausstrahlung (3+)               | Erstausstrahlung (sixx)            | Erstausstrahlung (ORF eins)        |
| ------- | -------- | ------------------------------- | ----------------------------------- | ---------------------------------- | ---------------------------------- |
| 1       | 23       | 1. Juli 2008 bis 23. März 2009  | 31. Mai 2010 bis 30. Juni 2010      | 8. Januar 2012 bis 15. Juli 2012   | 24. März 2012 bis 27. Oktober 2012 |
| 2       | 2        | 22. Juni 2009 bis 22. März 2010 |                                     | 22. und 29. Juli 2012              | 23. März 2013 bis 29. Juni 2013    |
| 2       | 22       | 22. Juni 2009 bis 22. März 2010 | 8. Dezember 2013 bis 5. Januar 2014 |                                    | 23. März 2013 bis 29. Juni 2013    |
| 3       | 14       | 7. Juni 2010 bis 6. Juni 2011   |                                     | 5. Januar 2014 bis 9. Februar 2014 | 4. Juni 2016 bis 28. Juni 2016     |
| 3       | 12       | 7. Juni 2010 bis 6. Juni 2011   |                                     |                                    |                                    |
| 4       | 24       | 13. Juni 2011 bis 4. Juni 2012  |                                     |                                    |                                    |
| 5       | 24       | 11. Juni 2012 bis 3. Juni 2013  |                                     |                                    |                                    |

## Auszeichnungen
Teen Choice Awards
Die Serie wurde bei den Teen Choice Awards insgesamt 9 Mal nominiert und gewann zwei Auszeichnungen (2008: Beste Sendung des Sommers, 2009: Bester männlicher Darsteller (Daren Kagasoff alias Ricky)).
Sonstige Auszeichnungen
Außerdem wurde die Serie 2009 mit dem Gracie Allen Award in der Kategorie Outstanding Drama ausgezeichnet.
Im Jahr 2010 wurde The Secret Of The American Teenager für den People’s Choice Award nominiert.

## Kritik
Mit ihrer neuen TV-Serie berührt Erfolgsautorin Brenda Hampton („Eine himmlische Familie“) ein in den USA häufig tabuisiertes Thema – und sicher auch deshalb wurde „The Secret Life of the American Teenager“ beim US-Fernsehpublikum zum Dauerbrenner. Die TV-Kritik lobte die Serie vor allem für ihren Realismus und zeichnete die erste Staffel mit einem „Teen Choice Award“ aus.